# Szkolny Pociąg Pancerny OZPP nr 1
Szkolny Pociąg Pancerny Ośrodka Zapasowego Pociągów Pancernych nr 1 szkolny pociąg pancerny Wojska Polskiego II RP.

## Historia działań bojowych
Pociąg sformowany został w dniach 1 – 4 września 1939 w garnizonie Niepołomice przez 2 dywizjon pociągów pancernych. 1 września dowództwo pociągu objął kpt. Franciszek Pietrzak, dotychczasowy adiutant dywizjonu. Zgodnie z planem mobilizacyjnym „W” pociąg miał wejść w skład Ośrodka Zapasowego Pociągów Pancernych nr 1 w Niepołomicach, zastępując dotychczasowy pociąg szkolny wysłany na front. 2 września Armia „Kraków” rozpoczęła manewr wycofania z pozycji głównej. W związku z powyższym 4 września  ewakuował się do Tarnobrzega. Tam zamierzano w pełni sformować ośrodek zapasowy. 5 września rozkaz ewakuacji do Tarnobrzega otrzymał także kpt. Pietrzak. W pociągu umieszczony został sztandar 2 dywizjonu.
W skład Szkolnego Pociągu Pancernego weszły dwa stare wagony bojowe, jeden stary wagon desantowy, opancerzona lokomotywa, dwa kryte wagony towarowe oraz trzy lory, na których umieszczono dwa czołgi Renault M 17, dwie tankietki i motocykl „Sokół 600" z przyczepą. Czołgi i tankietki nie posiadały uzbrojenia. Każdy z wagonów bojowych uzbrojony był w jedną armatę o kalibrze 75 mm i jedną haubicę 100 mm oraz karabiny maszynowe. W ciężkie karabiny maszynowe uzbrojony został także wagon desantowy. Sprzęt był przestarzały. Pociąg nie dysponował własnym składem gospodarczym. Załoga pociągu liczyła około 60 żołnierzy, głównie elewów szkoły podoficerskiej oraz kilku podchorążych rezerwy. Nieliczna załoga nie była w stanie zapewnić normalnego funkcjonowania wszystkich urządzeń w warunkach bojowych.
5 września na stacji kolejowej w Podłężu do składu dołączony został zwykły parowóz. Z Podłęża pociąg skierował się na wschód, przez Bochnię, Brzesko, Tarnów do Dębicy, gdzie przybył wieczorem 7 września. Rano następnego dnia pociąg dotarł na stację kolejową w Tarnobrzegu. Dowódca pociągu spotkał się na stacji z kpt. Starzewskim z ośrodka zapasowego, ale nie otrzymał żadnych rozkazów. Tego samego dnia pociąg opuścił Tarnobrzeg, kierując się przez Rozwadów, Nisko, Leżajsk i Przeworsk na Jarosław.
Lotnictwo niemieckie bombardowało go w rejonie Niska, Leżajska i Przeworska. Załoga pociągu naprawiła uszkodzony tor koło Leżajska. 10 września rano pociąg zatrzymał się w odległości 5 km od Jarosławia. Dalszą jazdę uniemożliwiały blokujące stację transporty i wraki zbombardowanych wagonów. Około godz. 10 na szosie na południe od torów kolejowych pojawiło się kilkanaście niemieckich czołgów. Pociąg, po niewielkich manewrach mających na celu poprawę swojego położenia, podjął walkę. Razem z nim walczyli żołnierze transportu ewakuacyjnego z Niepołomic, dowodzeni przez kpt. Bronisława Koniecznego. Jeden czołg spłonął, a 4 lub 5 innych zostało uszkodzonych. Pociąg, zablokowany od przodu i tyłu, nie miał jednak szans na wygranie tej potyczki. Około godz. 12.30 rozpoczęła ostrzeliwanie pociągu niemiecka artyleria. Po bezpośrednich trafieniach, na rozkaz dowódcy pociągu, załoga wymontowała zamki dział, a amunicję zatopiono w tendrze parowozu. Wieczorem większość załogi przeprawiła się przez San i dołączyła do oddziałów prowadzących działania na wschód od rzeki. Z uwagi na brak materiałów wybuchowych pociągu nie zniszczono. Sztandar dywizjonu uratował sierżant Hajduk.

## Obsada personalna
- Dowódca pociągu - kpt. Franciszek Pietrzak

- Zastępca dowódcy pociągu - por. rez. Michał Gawroński?[11]

## Skład pociągu
- trzy platformy Pdks (bez hamulców), na dwu platformach po jednej tankietce TKS i po dwa czołgi Renault FT (prawdopodobnie nieuzbrojone), na trzeciej platformie motocykl Sokół 1000 z wózkiem, kuchnia polowa oraz prawdopodobnie tankietka TKS[11],
- dwa wagony Kd z budkami hamulcowymi[11],
- lokomotywa Ti3 nr 14 nieopancerzona nr fabr. 3384 (gospodarcza 2 Dywizjonu PP)[11],
- wagon KD z budką hamulcową[11],
- dwa wagony artyleryjskie dwuosiowe każdy z armatą kal. 75 mm wz. 02/26 nr 398624 i nr 398625[11],
- wagon szturmowy nr 430043 (z wieżyczką obserwacyjną, bez radiostacji)[11],
- wagon artyleryjski dwuosiowy z haubicą kal. 100 mm wz. 1914/19A typu „warszawskiego” nr 630727[11].
- uzbrojenie pociągu (prawdopodobne): 1 haubica 100 mm, 2 armaty 75 mm, 14-16 ckm w kazamatach wagonów bojowych, 2-3 tankietki TKS, 4 czołgi Renault FT[12],